# Herrarnas svikthopp i simhopp vid olympiska sommarspelen 1976
Herrarnas svikthopp i de olympiska simhoppstävlingarna vid de olympiska sommarspelen 1976 hölls den 21-22 juli i Olympic Pool, Montreal.

## Medaljörer
| Event             | Guld             | Silver                  | Brons                            |
| 3 meter svikthopp | USA Philip Boggs | Italien Franco Cagnotto | Sovjetunionen Aleksandr Kosenkov |

## Resultat
| Placering | Simhoppare                | Kval   | Kval      | Final            |
| Placering | Simhoppare                | Poäng  | Placering | Poäng            |
| --------- | ------------------------- | ------ | --------- | ---------------- |
| 1         | Phil Boggs (USA)          | 621,51 | 1         | 619,05           |
| 2         | Franco Cagnotto (ITA)     | 542,31 | 7         | 570,48           |
| 3         | Aleksandr Kosenkov (URS)  | 557,52 | 5         | 567,24           |
| 4         | Falk Hoffmann (GDR)       | 573,00 | 3         | 553,53           |
| 5         | Robert Cragg (USA)        | 582,99 | 2         | 548,19           |
| 6         | Greg Louganis (USA)       | 530,85 | 8         | 528,96           |
| 7         | Carlos Girón (MEX)        | 547,14 | 6         | 523,59           |
| 8         | Klaus Dibiasi (ITA)       | 572,82 | 4         | 516,18           |
| 9         | Donald Wagstaff (AUS)     | 529,11 | 9         | Gick inte vidare |
| 10        | Norbert Huda (FRG)        | 518,88 | 10        | Gick inte vidare |
| 11        | Boris Koslov (URS)        | 516,42 | 11        | Gick inte vidare |
| 12        | Vjatjeslav Strachov (URS) | 510,63 | 12        | Gick inte vidare |
| 13        | Frank Taubert (GDR)       | 493,68 | 13        | Gick inte vidare |
| 14        | Dieter Waskow (GDR)       | 491,70 | 14        | Gick inte vidare |
| 15        | Dieter Dörr (FRG)         | 491,40 | 15        | Gick inte vidare |
| 16        | Scott Cranham (CAN)       | 485,97 | 16        | Gick inte vidare |
| 17        | Porfirio Becerril (MEX)   | 484,41 | 17        | Gick inte vidare |
| 18        | Chris Snode (GBR)         | 479,79 | 18        | Gick inte vidare |
| 19        | Skip Phoenix (CAN)        | 458,10 | 19        | Gick inte vidare |
| 20        | Trevor Simpson (GBR)      | 450,81 | 20        | Gick inte vidare |
| 21        | Steve Foley (AUS)         | 447,15 | 21        | Gick inte vidare |
| 22        | Claudio De Miro (ITA)     | 446,61 | 22        | Gick inte vidare |
| 23        | Ken Armstrong (CAN)       | 442,47 | 23        | Gick inte vidare |
| 24        | Alain Goosen (FRA)        | 441,36 | 24        | Gick inte vidare |
| 25        | Ricardo Camacho (ESP)     | 408,94 | 25        | Gick inte vidare |
| 26        | Sangwal Foengdee (THA)    | 317,61 | 26        | Gick inte vidare |
| 27        | Sulaiman Qabazard (KUW)   | 216,93 | 27        | Gick inte vidare |
| 28        | Ahmet Kizil (TUR)         | 205,68 | 28        | Gick inte vidare |
| -         | Nelson Suarez (ECU)       | DNS    | -         | Gick inte vidare |
| -         | Jamal Al-Ghareeb (KUW)    | DNS    | -         | Gick inte vidare |